# IPhone 6S
iPhone 6s і iPhone 6s Plus — смартфони компанії Apple, які працюють на iOS 9, представлені 9 вересня 2015 року. Смартфони є дев'ятим поколінням iPhone.

## Історія

### До анонсу
Через багаторазові витоки інформації, ще до офіційної презентації був відомий зовнішній вигляд iPhone 6s, технічні характеристики, а також дата початку продажів.
27 серпня 2015 Apple розіслала запрошення на майбутню презентацію нових продуктів, в якій було сказано тільки: «Siri, дай мені підказку», на що віртуальний помічник називав дату проведення заходу.

### Анонс
Презентація, присвячена новим продуктам компанії пройшла в будівлі Bill Graham Civic Auditorium, приміщення якого розраховане на 7000 чоловік.
В ході презентації були представлені iPad Pro, iPad mini 4, Apple TV 4, iPhone 6s і iPhone 6s Plus. Для нових флагманів були також представлені і оновлені фірмові шкіряні і силіконові чохли з декількома новими кольорами, а також док-станції.

### Після анонсу
iPhone 6s і iPhone 6s Plus доступні для замовлення з 12 вересня, а продажі почалися 25 вересня серед країн першої хвилі продажів.

## Відмінності від попередника
iPhone 6s і iPhone 6s Plus відрізняються від своїх попередників більш потужною апаратною складовою, а також екраном 3D Touch, чутливим до сили натискання. Розмір оперативної пам'яті був збільшений до 2 Гб.
У кнопку «Додому» встановлений покращений сканер відбитка пальця Touch ID 2, що дозволяє практично миттєво виробляти авторизацію на пристрої.
Основна камера має розширення 12 Мп з можливістю зняття 4К відео з частотою кадрів 30 кад / с. Фронтальна камера має розширення 5 Мп.
Зовнішніх відмінностей майже немає, крім букви «S» під написом «iPhone» на задній частині пристрою.
iPhone 6s і 6s Plus випускаються в чотирьох кольорах, на відміну від попередників. У лінійку був доданий колір «рожеве золото».

## Технічні характеристики
iPhone 6s і iPhone 6s Plus засновані на процесорі Apple A9 зі співпроцесором M9, відповідальним за геопозицію і гіроскоп. Розмір оперативної пам'яті складає 2 ГБ.
На відміну від свого попередника смартфони отримали екран з підтримкою технології розпізнавання сили натискання 3D Touch.
Для більш природної тактильної віддачі використовується Taptic Engine, що дозволяє імітувати вібрацію різної частоти: від окремих сильних поштовхів, до високочастотної вібрації.
Обсяг акумулятора становить 1715 мАг у iPhone 6s і 2 750 мАг у iPhone 6s Plus.
Для більш високої стійкості до подряпин, а також вигину смартфона, при виготовленні корпусу використовується сплав алюмінію 7000 серії.

## Надходження до продажу
iPhone 6s і iPhone 6s Plus надійшли в продаж 25 вересня в США, Канаді, Великій Британії, Японії, Франції, Німеччині, Китаї, Сінгапурі, Новій Зеландії. Передзамовлення в цих країнах вже почалося з 12 вересня.
У Росії (а так само в 39 країнах світу) старт продажів відбувся 9 жовтня 2015.
З 16 жовтня продажі почнуться в Туреччині, Індії та Малайзії. Смартфони доступні в чотирьох кольорах: сірий космос, сріблястий, золото, рожеве золото. Об'єм пам'яті становить 16, 32, 64 і 128 ГБ.

## Світлини

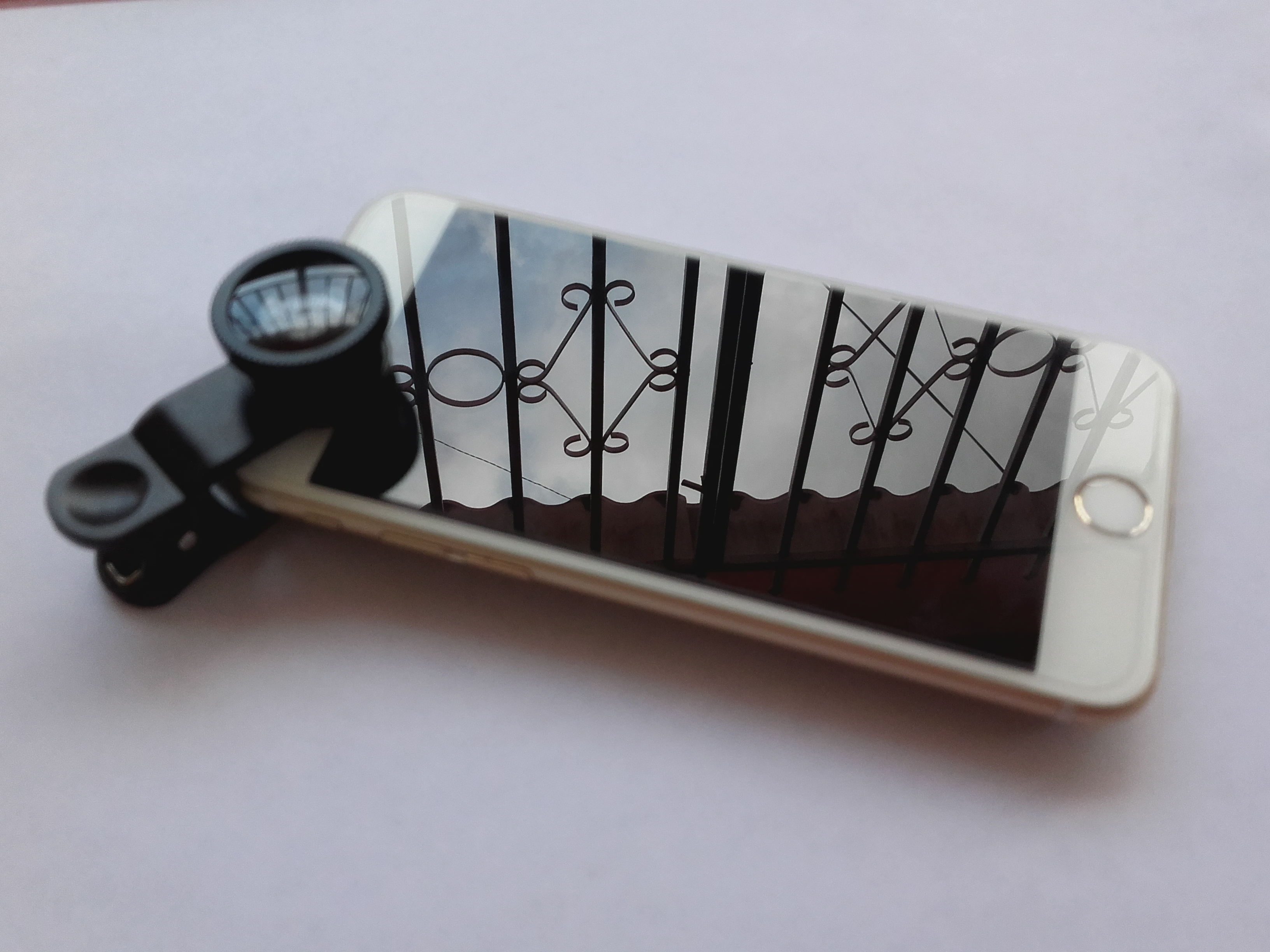
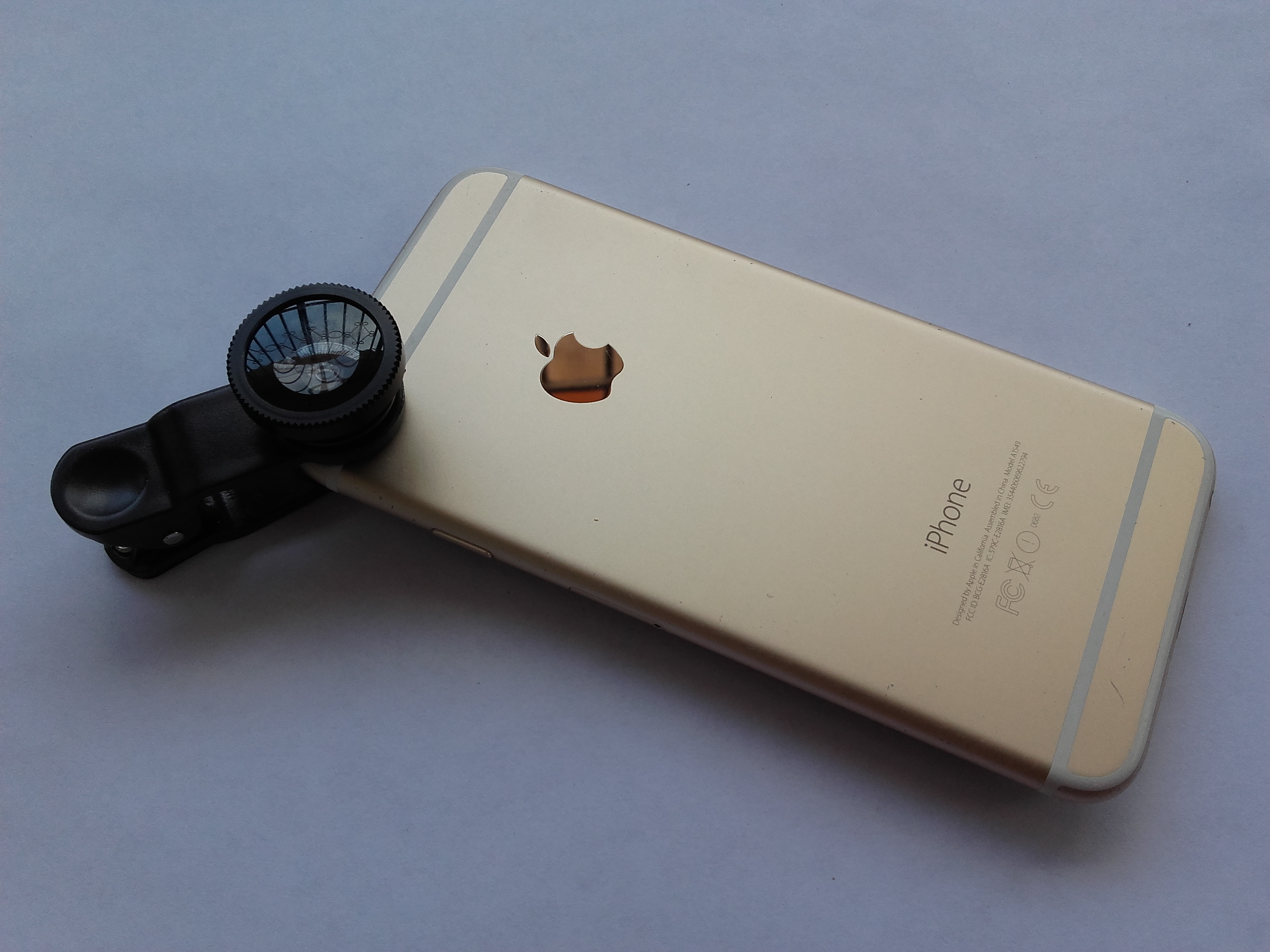
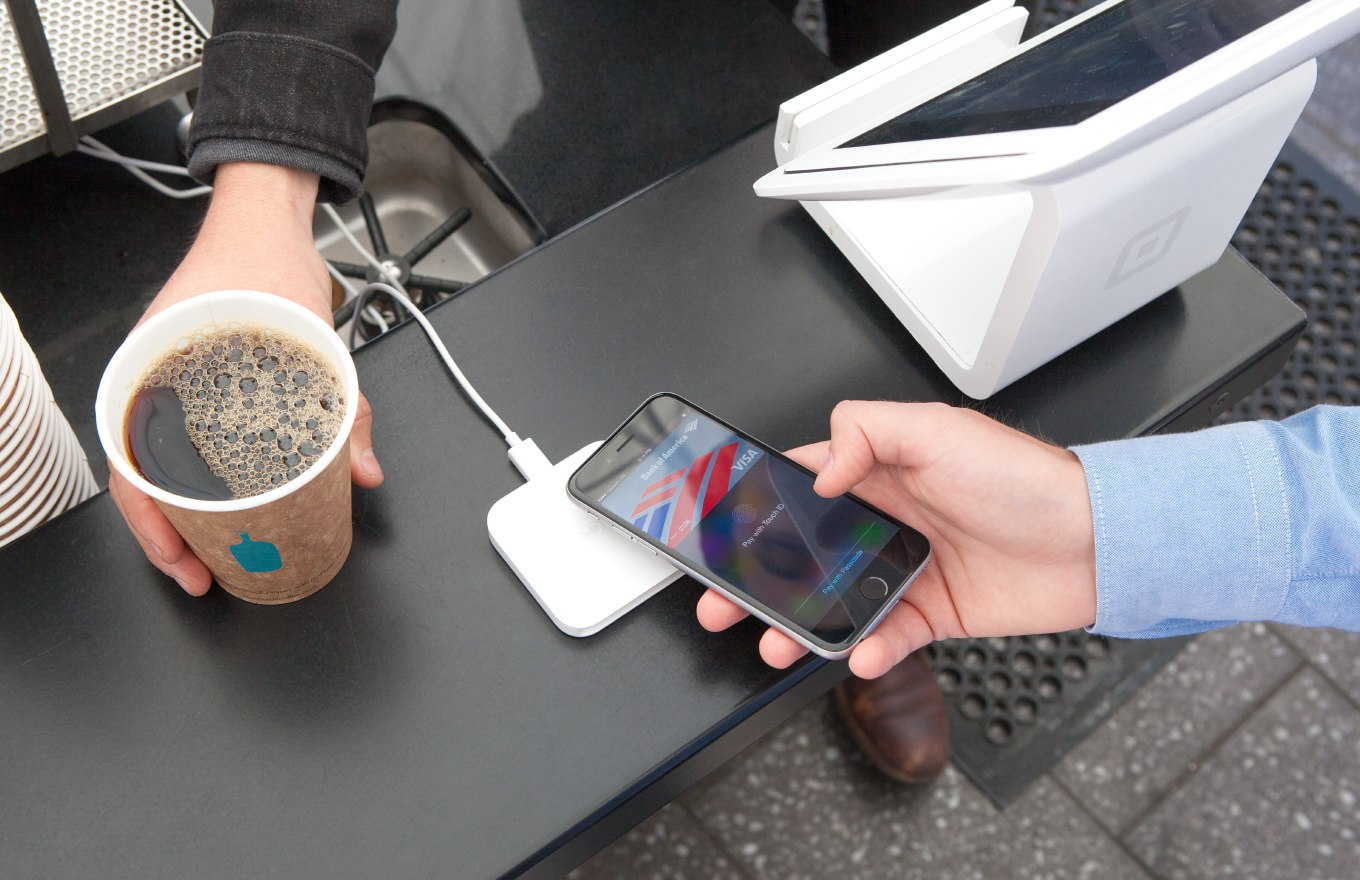
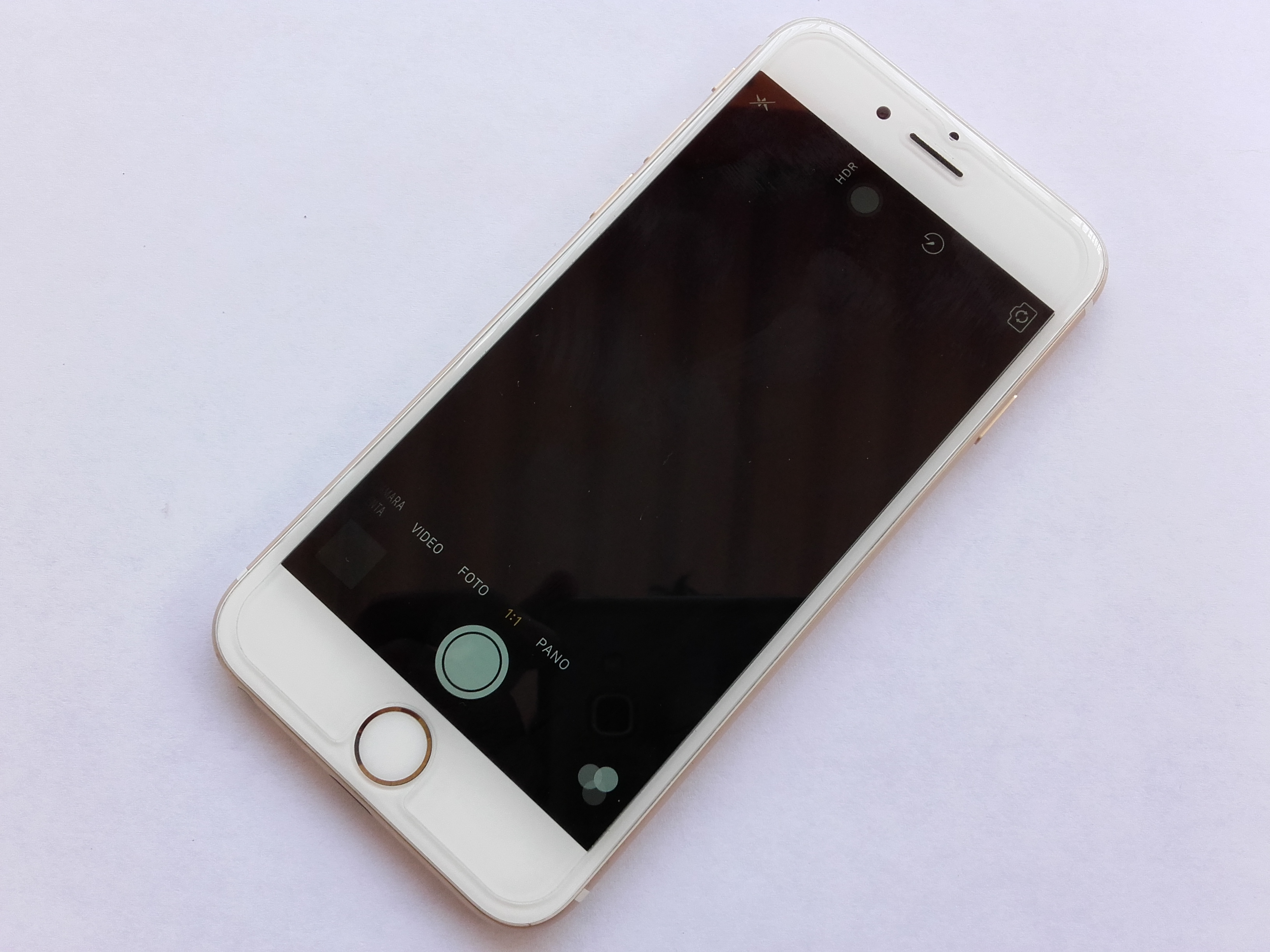
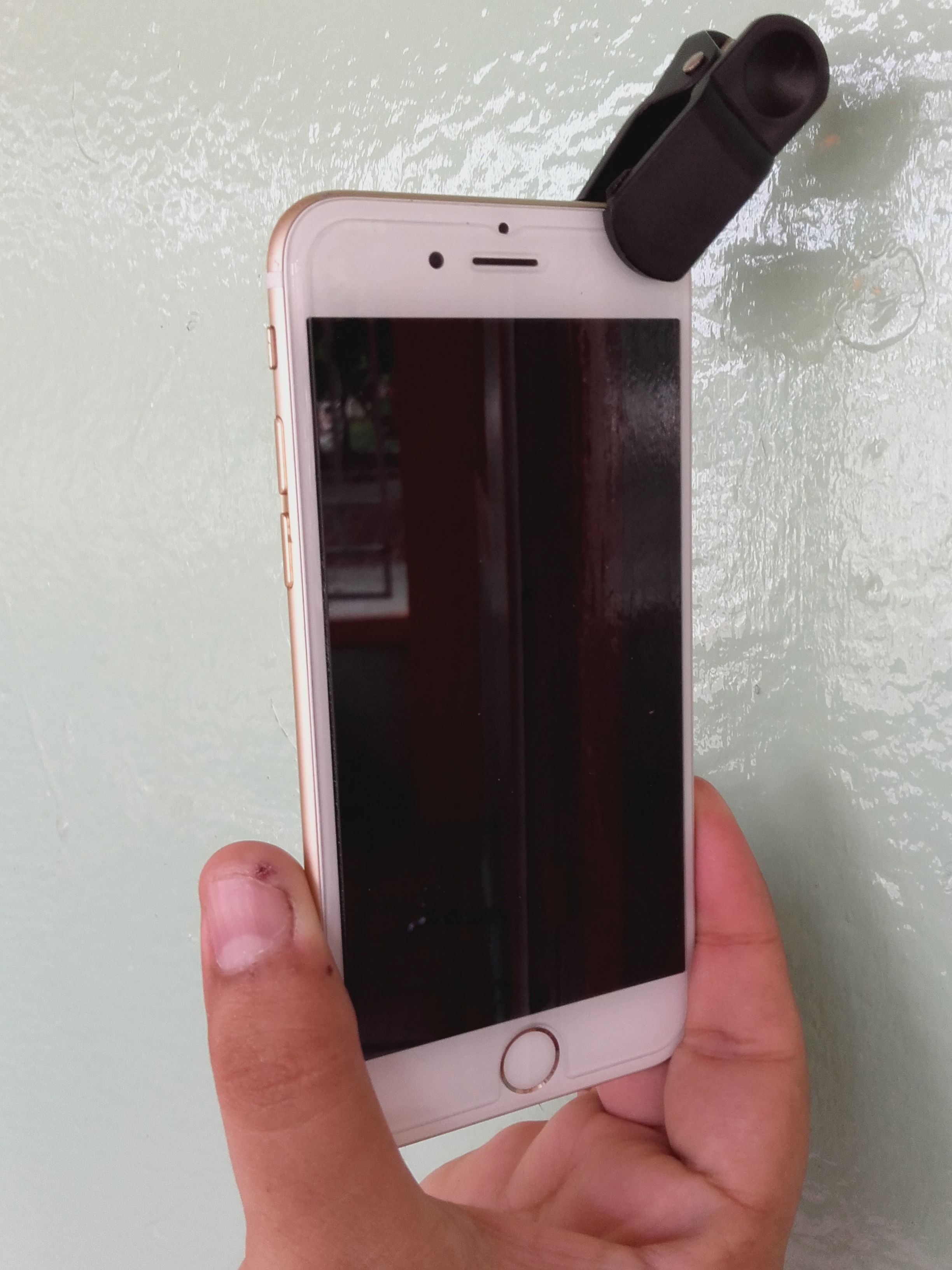
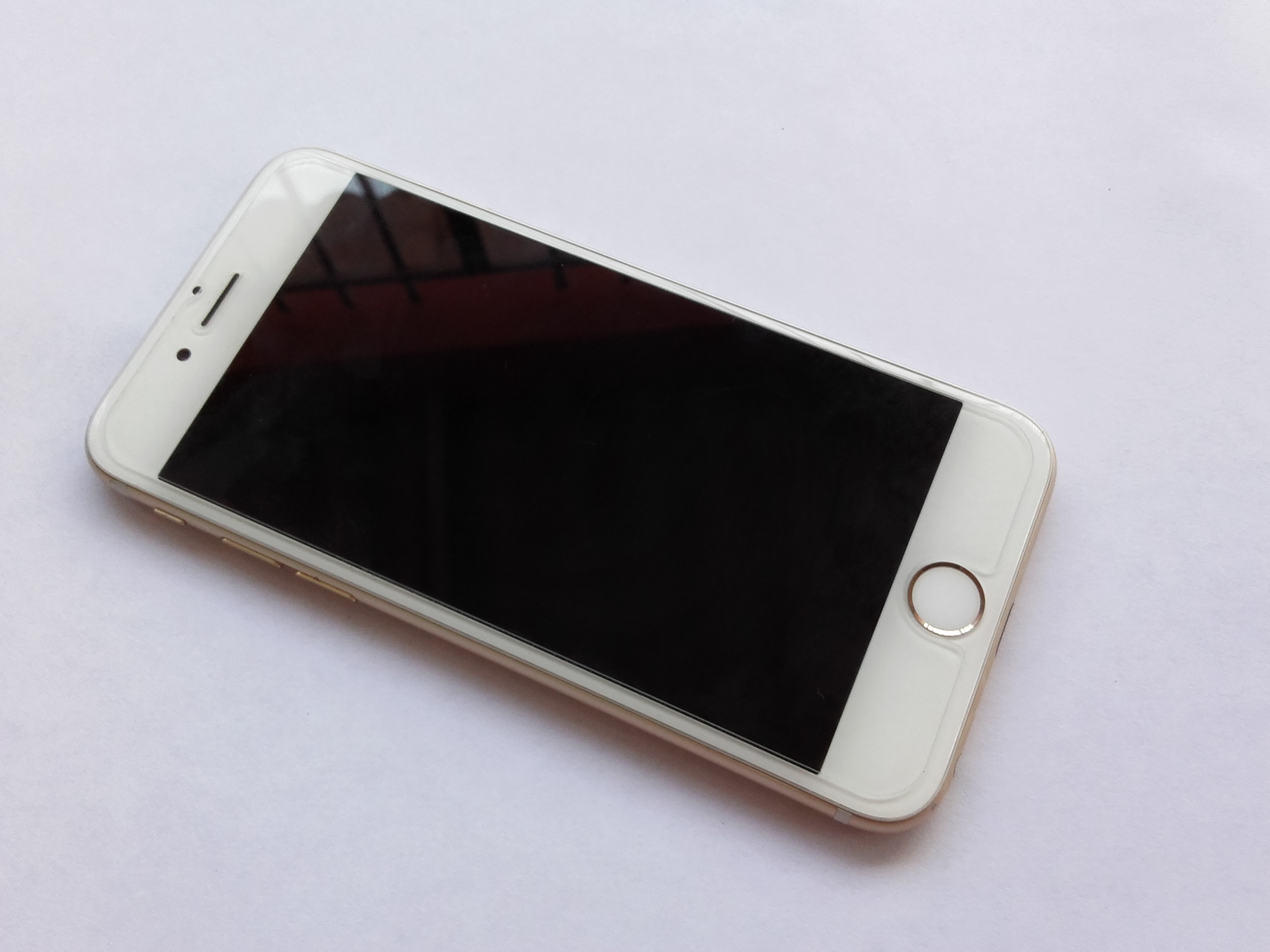
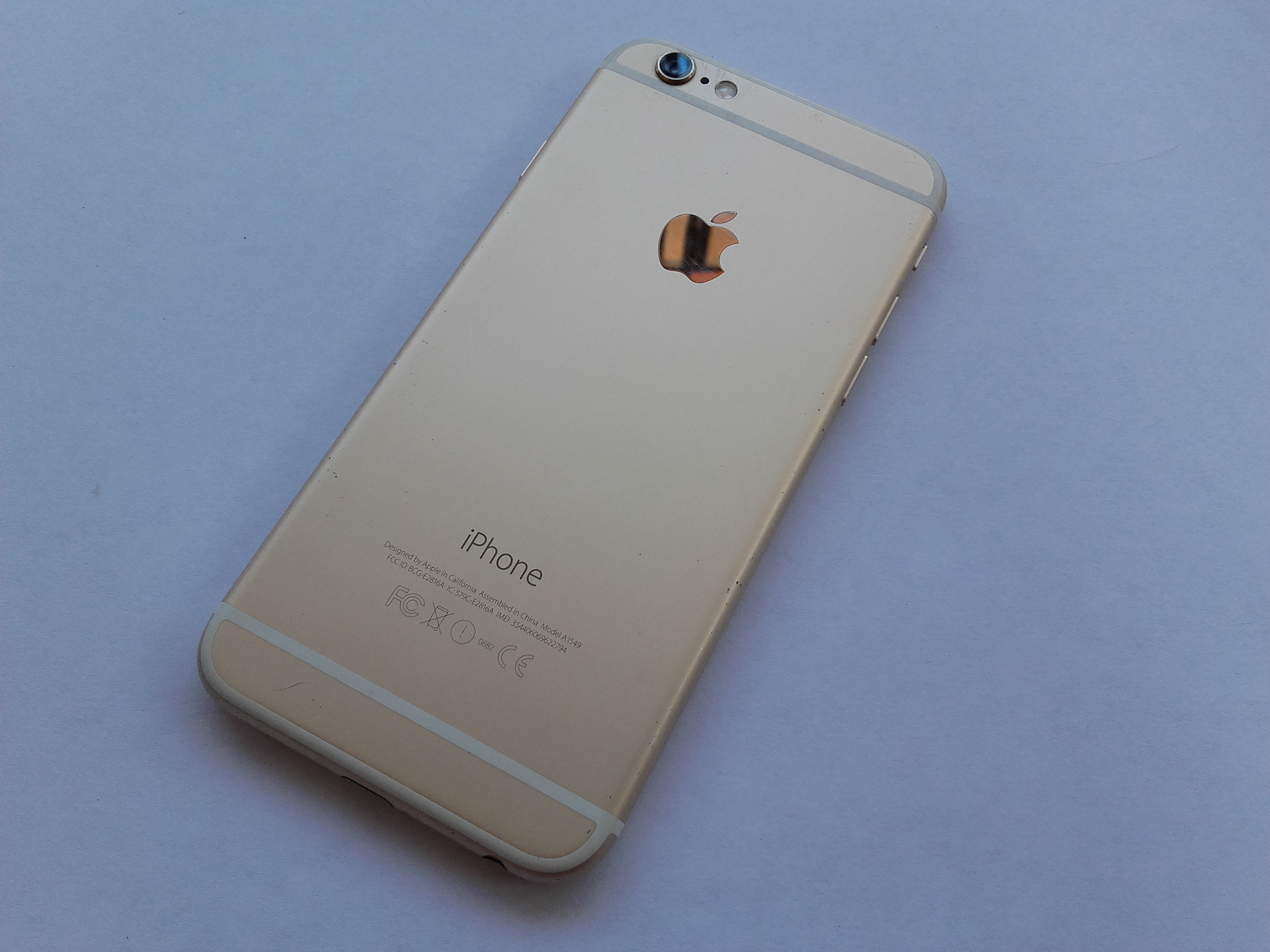

## Відвантаження і виробництво
Модель iPhone 6s зайняла перше місце за об'ємами відвантаження у 2016 році. Його відвантажили у кількості 50 млн (iPhone 6S Plus — друге місце, 3-те і 4-те місця — iPhone 7 і iPhone 7 Plus, Samsung Galaxy S7 Edge — п'яте і 23 млн, а Samsung Galaxy S7 займає лише дев'яте місце).

## Хронологія моделей iPhone
| Хронологія моделей iPhone                   |
| ------------------------------------------- |
| Див. також: Хронологія продуктів Apple Inc. |

Джерело: Apple Newsroom Archive